# Ed Quinn
Ed Quinn, właśc. Arthur Edward Quinn (ur. 26 lutego 1968 w Berkeley) – amerykański aktor telewizyjny i filmowy, producent filmowy, scenarzysta, muzyk i model.

## Życiorys

### Wczesne lata
Urodził się w Berkeley w Kalifornii. Dorastał wraz z trójką rodzeństwa: siostrami Marią i Lizzy oraz bratem Josephem. Uczęszczał do St. Mary’s High School. W 1991 ukończył studia na wydziale historii University of California. Stał się zapalonym surfingowcem i entuzjastą motocykla.

### Kariera
Pracował jako model w Paryżu, Barcelonie i Mediolanie. Wziął udział w ponad 35. międzynarodowych reklamach telewizyjnych, m.in. José Cuervo i Cadillaca.
Po gościnnym występie w serialach V.I.P. (1999), Dharma i Greg (Dharma & Greg*, 2000), Amerykańskie nastolatki (Young Americans*, 2000), Jack i Jill (Jack and Jill, 2001), Jordan w akcji (Crossing Jordan, 2001–2002), stał się powszechnie znany jako Joe Griff w filmie Żołnierze kosmosu 2: Bohater federacji (Starship Troopers 2: Hero of the Federation, 2004) oraz jako Nathan Stark w serialu telewizyjnym Eureka (2006–2008, 2010).
Pobierał lekcje gry na gitarze u Joego Satrianiego. Nagrywał i grał w lokalnej grupie Mad Theory i Scattergood w Los Angeles. Był gitarzystą i wokalistą zespołu ScatterGood. Zrealizował swoją pierwszą solowa płytę CD „Ed Quinn”, z trzema piosenkami wyprodukowanymi przez jego przyjaciela Chrisa Lloyda: „Because of You”, „Cause I Do” oraz „We Had It Made”. Inne utwory („Lights Out Love”, „Miles Away” i „Overdose”) w 2013 były udostępnione na iTunes i Amazon.com.

## Życie prywatne
26 sierpnia 2008 poślubił Heather Courtney.

## Filmografia

### Filmy fabularne
- 2002: Porwanie (Beeper) jako Richard Avery
- 2004: Żołnierze kosmosu 2: Bohater federacji (Starship Troopers 2: Hero of the Federation) jako Joe Griff
- 2011: Low Fidelity jako Bob
- 2011: Monstrum (Behemoth, TV) jako Thomas Walsh
- 2011: The Caller jako Steven
- 2011: Tęczowy obóz (The Rainbow Tribe) jako Sunny
- 2011: Blood Out jako Anthony
- 2012: Dzień dwunastu katastrof (12 Disasters of Christmas) jako Joseph
- 2012: Wilkołak: Bestia wśród nas (Werewolf: The Beast Among Us) jako Charles
- 2014: The Last Light jako Jack Lewis
- 2014: Audrey jako Pete

### Seriale TV
- 1999: V.I.P. jako Jeff
- 2000: Dharma i Greg (Dharma & Greg) jako Stavros
- 2000: Amerykańskie nastolatki (Young Americans) jako Finn
- 2001: Jack i Jill (Jack and Jill) jako Peter McCray
- 2001–2002: Jordan w akcji (Crossing Jordan) jako Tyler
- 2004: JAG (serial telewizyjny) jako Simon Tanveer
- 2004: CSI: Kryminalne zagadki Las Vegas (C.S.I.: Crime Scene Investigation) jako Tom Cunningham
- 2004: Jim wie lepiej (According to Jim) jako Doug
- 2005: Siostrzyczki (What I Like About You) jako Jack
- 2005−2006: CSI: Kryminalne zagadki Nowego Jorku (CSI: NY) jako Frankie Mala
- 2006–2008: Eureka (serial telewizyjny) jako dr Nathan Stark
- 2007: Sąsiadka (The Neighbor) jako Jonathan[8]
- 2010: Gotowe na wszystko (Desperate Housewives) jako Brent Ferguson
- 2010: Eureka jako dr Nathan Stark
- 2011: Agenci NCIS: Los Angeles jako Steve Brenner/Justin Marchetti
- 2012: Castle jako Gabriel Winters
- 2012: Byli (The Exes) jako Matt
- 2013: Kochanki (Mistresses) jako Alex Adams, lekarz internista[9]
- 2014: Bad Judge jako Chad Forbes
- 2015: Zemsta (Revenge) jako James Allen
- 2016: Dwie spłukane dziewczyny (2 Broke Girls) jako Randy (prawnik celebrytów)